# Henk Tijms
Henk Tijms (Beverwijk, 23 avril 1944) est un mathématicien néerlandais et professeur émérite de recherche opérationnelle à l'Université libre d'Amsterdam.

## Biographie
Il étudie les mathématiques à Amsterdam où il est diplômé de l'Université d'Amsterdam en 1972 sous la direction de Gijsbert de Leve.
Il est l'auteur de plusieurs articles sur les mathématiques appliquées et la stochastique et de livres sur les probabilités. Ses livres les plus connus sont Stochastic Modeling and Analysis (Wiley, 1986) et Understanding Probability (Cambridge University Press, 2004).
Le 12 octobre 2008, Tijms devient le premier non-Américain à recevoir le INFORMS Expository Writing Award,.